# 马尔科·凯舍利
马尔科·凯舍利（1988年1月2日—），塞尔维亚男子篮球运动员。他曾代表塞尔维亚国家队参加2010年国际篮联世界锦标赛和2011年国际篮联欧洲锦标赛。